# St. Johannes Baptista (Ramsla)

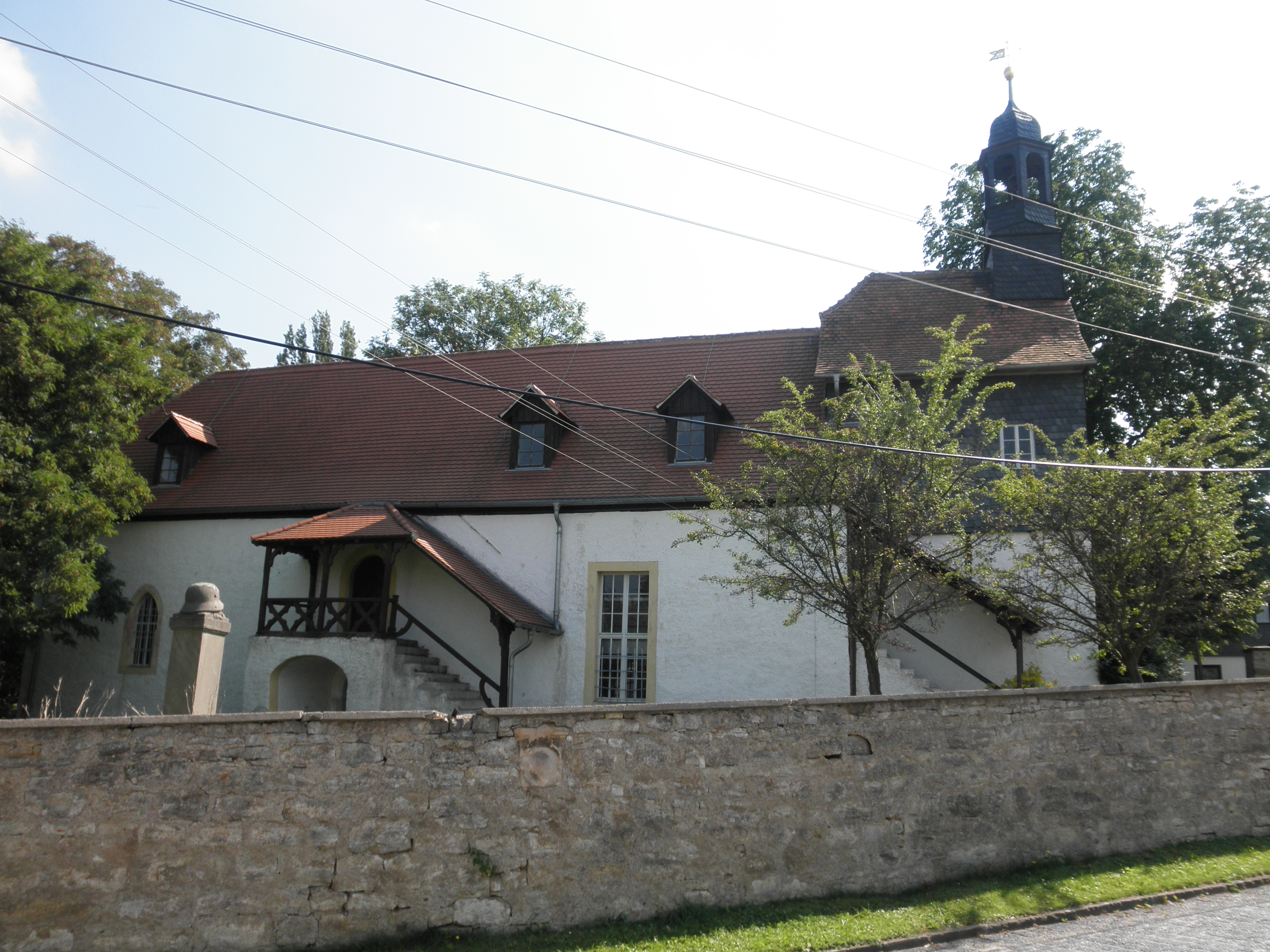
Die Kirche

Die evangelische Dorfkirche St. Johannes Baptista steht im Ortsteil Ramsla der Landgemeinde Am Ettersberg im Landkreis Weimarer Land in Thüringen. Sie gehört zum  Kirchengemeindeverband Ramsla im Kirchenkreis Weimar der Evangelischen Kirche in Mitteldeutschland.

## Lage
Die Kirche und der Kirchhof befinden sich mitten im Dorf, westlich führt die Straße vorbei.

## Geschichte
1119 wurde die Dorfkirche erstmals urkundlich erwähnt. Im 14. oder 15. Jahrhundert errichtete man die Kirche neu. Sie wurde in späteren Jahren wieder zerstört. 1697 erfolgte der Aufbau in der heutigen Gestalt.

## Ausstattung
Die Malereien aus dem Jahr 1702 im Tonnengewölbe und an der Brüstung der unteren Emporen stellen Szenen aus dem Leben Jesu dar. Auf der unteren südlichen Empore befindet sich eine verglaste Herrschaftsloge. Die beiden Wappen über der Loge weisen auf die Augustiner-Chorherren hin, die vom Kloster Ettersburg bis 1525 den geistlichen Dienst im Ramsla übernommen hatten.
An der Kanzelwand findet sich ein Gemälde von Johannes dem Täufer, wie er Jesus tauft. Zudem ist die Wand reich mit geschmückten und farbig gefassten Engelsköpfen, Früchten und anderem Schmuck versehen.

## Orgel

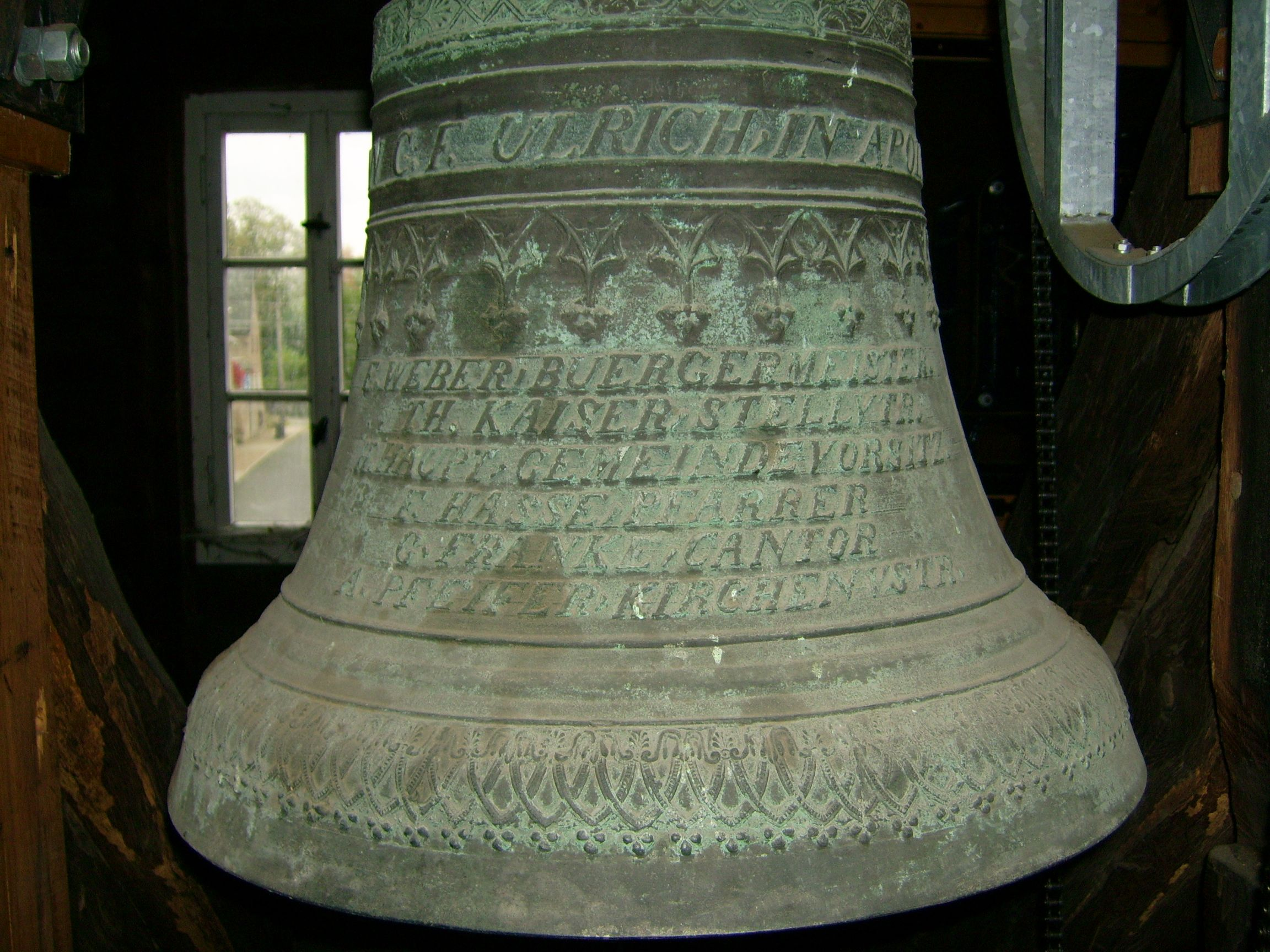
Die Ulrichglocke im Detail

Die Orgel, die 1889 von der Firma Gebr. Poppe gebaut wurde, ist bespielbar.

## Geläut
Im Turm läuten drei Bronzeglocken aus Apolda. Sie wurden 1951 und 1955 in der Gießerei Franz Schilling Söhne sowie 1851 von Carl Friedrich Ulrich gegossen.